# Circolo vizioso (film 1969)
Circolo Vizioso (Crossplot) è un film del 1969 diretto da Alvin Rakoff. Gli interpreti principali della pellicola sono Roger Moore e Bernard Lee.

## Trama
Gary Fenn, agente pubblicitario, si incarica di rintracciare una giovane modella la cui immagine è stata prescelta per il lancio di un nuovo cosmetico, ma che è misteriosamente introvabile. Quando Gary la ritrova, viene man mano coinvolto in una serie di attentati: la modella è infatti costretta a nascondersi, protetta da alcuni amici, per sfuggire alla caccia spietata di una banda di terroristi che mira a destabilizzare l'ordine pubblico, e di cui lei ha inavvertitamente ascoltato alcuni discorsi.